# 8572 Nijo
8572 Nijo eller 1996 UG1 är en asteroid i huvudbältet som upptäcktes den 19 oktober 1996 av de båda tjeckiska astronomerna Miloš Tichý och Jana Tichá vid Kleť-observatoriet. Den är uppkallad efter Nijo slott i Kyoto, Japan.
Asteroiden har en diameter på ungefär 3 kilometer